# Туммальская надпись
Туммальская надпись — шумерский источник начала второго тысячелетия до н. э. Является хроникой отстраивания города Туммаля и храма Нинлиль после каждого разрушения, вследствие военных походов правителей соседних городов. Надпись пролила новый свет на переоценку периодизации древнего Ближнего Востока. Текст содержит список царей, правящих Туммалем с середины третьего тысячелетия до н. э. до XX века до н. э.

## Обнаружение надписи
Фрагмент Туммальской надписи был найден в начале XX века в Туммале (район Ниппура). В 1914 году Арно Пёбель опубликовал его перевод. Текст был неполным, не хватало первых десяти строк. В 1955 году Самюэль Крамер обнаружил недостающие части в коллекции музея Йенского университета имени Фридриха Шиллера.
Источник датируется началом второго тысячелетия до н. э., когда правителем Ниппура был Ишби-Эрра — основатель I династии Исина. Темой надписи, сделанной, вероятно, по приказу царя, было подведение итогов строительных работ в Туммале, где находился храм богини Нинлиль.

## Текст
Надпись начинается с информации о том, как Эн-Мебарагеси построил в Туммале Дом Энлиля (Э-кур), а его сын Агга возвёл храм в честь хранительницы города — Нинлиль (строки 1-5). Основная схема главной части Туммальской надписи выгладит следующим образом:
Схема

N раз Туммаль был разрушен,

X построил Y Дома Энлиля.

Z, сын X,

Сделал Туммаль величественным,

Ввёл Нинлиль в Туммаль.
Объяснение схемы

N – каждое следующее разрушение Туммаля.

X и Z – имена царей.

Y – название Дома Энлиля, который отстраивали цари X впоследствии каждого N разрушения Туммаля.

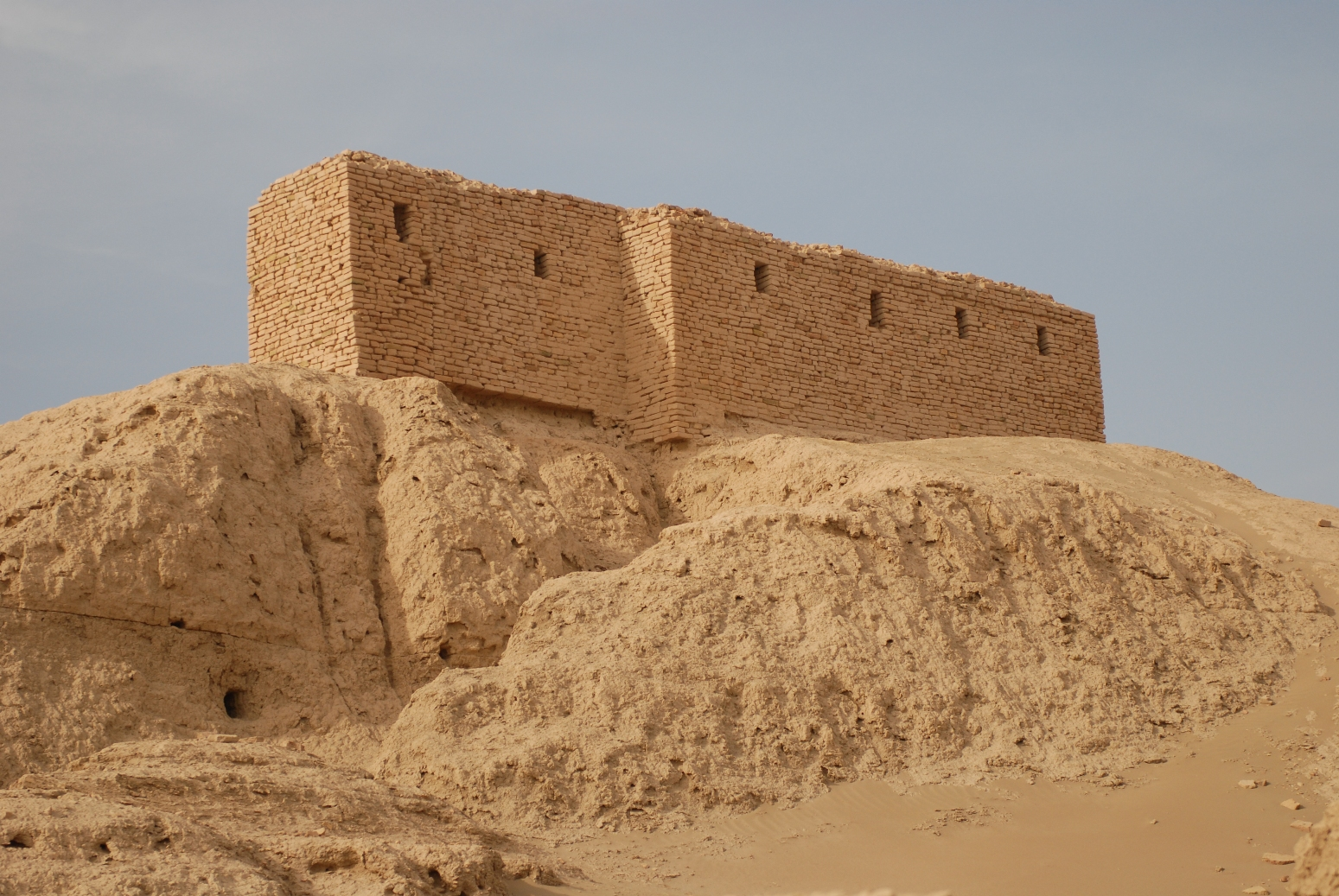
Руины храма в Ниппуре

Таких последовательностей в надписи — четыре (строки 6-25):
строки 6-10 (первое разрушение Туммаля): Месанепада построил Буршушна, Мескиангнуна отстроил храм Нинлиль;
строки 11-15 (второе разрушение Туммаля): Гильгамеш построил Нумунбурра, Урлугаль отстроил храм Нинлиль;
строки 16-20 (третье разрушение Туммаля): Нанне построил «Высокий Парк», Мескиагнуна отстроил храм Нинлиль;
строки 21-25 (четвёртое разрушение Туммаля): Ур-Намму построил Экур, Шульги отстроил храм Нинлиль.
После пятого уничтожения Туммаля (строки 26-34) город был восстановлен эном Инанны из Урука, а Ишби-Эрра построил амбар Энлиля.

## Значимость надписи
Туммальская надпись способствовала пересмотру существовавшей до её обнаружения периодизации Ближнего Востока. Раньше, когда она ещё не была известна, Торкильд Якобсен считал, что I династия Ура правила во времена второй половины царствования I династии Урука. С ним не согласно было большинство учёных, которые на основе Эпоса о Гильгамеше и археологических исследований пришли к выводу, что Гильгамеш (пятый правитель I династии Урука) и Агга (последний царь I династии Киша) были современниками, а Месанепада (I династия Ура) правил от ста до четырёхсот лет спустя.
После изучения других источников времён Туммальской надписи Самюэль Крамер попытался реконструировать события середины третьего тысячелетия до н. э. I династия Киша была в упадке. Два её последних правителя, Эн-Мебарагеси и Агга воевали против Месанепады, основателя I династии Ура. Столица Киш и священный город Ниппур, вероятно, подверглись разграблению и были зависимы от Ура (Месанепада отныне называл себя царём Киша, о чём свидетельствует найденная печать). Победитель построил Буршушна, одно из зданий в комплексе храмов Энлиля. Строительные работы Месанепады продолжил его сын, Мескиангнуна. В то же время возросло значение Урука, его царь, Гильгамеш, захватил и разрушил Ниппур и Киш.